# FIFA 10
FIFA 10 – gra komputerowa z serii FIFA dostępna na platformy Nintendo DS, PC, PlayStation 2, PlayStation 3, PlayStation Portable, Wii, N-Gage 2.0 oraz Xbox 360.

## Muzyka
- Adiam Dymott - „Miss You”
- Afrobots – „Favela Rock”
- Alex Metric - „Head Straight”
- Auletta – „Meine Stadt”
- Balkan Beat Box feat. Tomer Yosef and Saz – „Ramallah-Tel Aviv”
- BLK JKS – „Lakeside”
- Bomba Estéreo – „Fuego”
- The BPA feat. Ashley Beedle – „Should I Stay or Should I Blow”
- Buraka Som Sistema feat. Pongolove – „Kalemba (Wegue – Wegue)”
- CasioKids – „Fot i Hose”
- Children Collide – „Skeleton Dance”
- Cut Off Your Hands – „Happy As Can Be”
- Dananananaykroyd – „Black Wax”
- Datarock – „Give it Up”
- Fabri Fibra – „Donna Famosa”
- Fidel Nadal – „International Love”
- Los Fabulosos Cadillacs – „La Luz del Ritmo”
- Macaco – „Hacen Falta Dos”
- Major Lazer – „Hold the Line”
- Marcio Local – „Soul do Samba”
- Matt and Kim – „Daylight (Troublemaker Remix feat. De La Soul)”
- Metric – „Gold Guns Girls”
- Mexican Institute of Sound – „Alocatel”
- Nneka – „Kangpe”
- Passion Pit – „Moth's Wings”
- Peter Bjorn and John – „Nothing to Worry About”
- Pint Shot Riot – „Not Thinking Straight”
- Playing for Change – „War / No More Trouble”
- Rocky Dawuni – „Download the Revolution”
- Röyksopp – „It's What I Want”
- Soshy – „Dorothy”
- The Answering Machine – „It's Over! It's Over! It's Over!”
- The Enemy – „Be Somebody”
- Tommy Sparks – „She's Got Me Dancing”
- The Whitest Boy Alive – „1517”
- Wyclef Jean – „MVP Kompa”
- Zap Mama – „Vibrations"